# Бедре
Бедре́ или Бадре́ (перс. بدره‎) — небольшой город на западе Ирана, в провинции Илам. Входит в состав шахрестана Даррешехр.
На 2006 год население составляло 3 775 человек.

## География
Город находится на востоке Илама, в горной местности западного Загроса, на высоте 1 046 метров над уровнем моря.
Бедре расположен на расстоянии приблизительно 65 километров к юго-востоку от Илама, административного центра провинции и на расстоянии 465 километров к юго-западу от Тегерана, столицы страны.